# Siegfried Wack
Siegfried Wack (* 22. Februar 1943 in Niedergailbach) ist ein deutscher Politiker (CDU) und ehemaliger Landrat in Vorpommern.
Der Diplom-Finanzwirt war von 1974 bis 1991 Bürgermeister von Gersheim im Saarland. Nach der deutschen Wiedervereinigung ging er nach Mecklenburg-Vorpommern und war von 1991 bis 1994 Landrat des Landkreises Ueckermünde. Anschließend arbeitete er drei Jahre als Geschäftsführer im Bildungswesen. Von 1997 bis 2004 war er Landrat des Landkreises Uecker-Randow. Bis 2009 war er Stadtpräsident von Ueckermünde. Er ist Mitglied im Vorstand des Regionalen Planungsverbandes Vorpommern.
Siegfried Wack gründete 2004 die Deutsch-Polnische Gesellschaft Mecklenburg-Vorpommern, deren Vorsitzender er ist. In seiner Zeit als Landrat war er Präsident der Kommunalgemeinschaft Europaregion POMERANIA e.V. in der Euroregion Pomerania. Er ist Vorsitzender des Kreisverbandes Uecker-Randow des Volksbundes Deutsche Kriegsgräberfürsorge.